# Turuki
Turuki, včasih tudi Tukri,  so bili ljudstvo, ki je bilo v bronasti in železni dobi naseljeno v Mezopotamiji in gorovju Zagros v jugozahodni Aziji. 
V napisih babilonskega kralja Hamurabija (vladal okoli 1792 pr. n. št. – okoli 1752 pr. n. št.) so omenjena kraljestva Tukriš (UET I l. 46, iii–iv, 1–4), Gutija, Subartu in še eno, ki se običajno šteje za Elam. V drugih besedilih iz tistega obdobja je kraljestvo omenjeno kot Takru. Na začetku 1. tisočletja pr. n. št. se za to regijo uporabljala imena Turukkum, Turukku in ti-ru-ki-i. Ime Turuki v širšem smislu  je  lahko pomenilo tudi prebivalce gora ali gorjane.
Za Tukru ali Turukum je bilo rečeno, da obsega severovzhodni rob Mezopotamije in sosednji del gorovja Zagros v sodobnem Iraku in Iranu. Turuke so povezovali zlasti z bazenom jezera Urmia in dolinami severozahodnega Zagrosa. Naseljeni so bili torej severno od starodavnih Lulubov. Vsaj eno novoasirsko besedilo iz 9.-7. stoletje pr. n. št. celotno območje in njegova ljudstva omenja kot "Lulubi-Turuki" (DDV 8006).
Turuki so med vladavino Šamši-Adada I. (1813-1782 pr. n. št.) in njegovega sina in naslednika Išme-Dagana (1781-1750 pr. n. št.)  stalno ogrožali Staro asirsko cesarstvo in okoli leta 1769/1768 pr. n. št. izropali mesto Mardaman. Babilonsko zmago nad Turuki so praznovali v 37. letu Hamurabijeve vladavine (okoli 1773 pr. n. št.).
Kulturne in jezikovne značilnosti Turukov so malo znane. Sodobniki so jih opisovali kot polnomadsko gorsko pleme, oblečeno v ovčje kože. Nekateri znanstveniki domnevajo, da so bili huritsko govoreče ljudstvo ali podaniki huritske elite.